# Warwara (obwód Burgas)
Warwara (bułg. Варвара) – wieś w południowo-wschodniej Bułgarii, w obwodzie Burgas, w gminie Carewo. Według danych Narodowego Instytutu Statystycznego, 15 marca 2016 roku wieś liczyła 301 mieszkańców. Varvara jest małą wsią u podnóża łańcucha górskiego Strandża w pobliżu góry Papija (502 m n.p.m.). Znajduje się na terenie Parku Krajobrazowego „Strandża”.